# Verplegingswetenschappen
Verplegingswetenschappen is een vakgebied gericht op wetenschappelijk onderwijs en onderzoek naar de gezondheidszorg en verpleegkunde. Verplegingswetenschap valt onder het vakgebied Klinische Gezondheidswetenschappen. Verplegingswetenschappen richt zich op het ontwikkelen van wetenschappelijke kennis en het vertalen naar de zorgpraktijk. 
Een algemeen doel voor de verplegingswetenschap is het ontwikkelen van evidentie voor de verpleegkundige zorg en het bevorderen van evidence-based practice in het verpleegkundig handelen. 

## Nederland
De masteropleiding Verplegingswetenschap wordt in Nederland aangeboden door de Universiteit Utrecht. De master richt zich op verschillende onderzoeksmethoden en het toepassen van bestaande wetenschappelijke kennis. 
De master is in deeltijd te volgen en duurt twee jaar. Het sluit aan bij het verder ontwikkelen van wetenschappelijk onderzoek in de verpleegkunde.
Afgestudeerden met een master Verplegingswetenschap kunnen verschillende functies vervullen:
- Werknemer-promovendus
- Onderzoeker
- Docent opleiding HBO-V
- Manager in gezondheidsinstelling
- Beleidsmedewerker
- Beleidsadviseur kwaliteitszorg